# Borovac
Borovac är en bergstopp i Bosnien och Hercegovina.   Den ligger i entiteten Federationen Bosnien och Hercegovina, i den sydöstra delen av landet, 30 km sydost om huvudstaden Sarajevo. Toppen på Borovac är 1 749 meter över havet, eller 404 meter över den omgivande terrängen. Bredden vid basen är 6,1 km. Borovac ingår i Zaklečje.
Terrängen runt Borovac är huvudsakligen kuperad. Närmaste större samhälle är Foča, 19,3 km söder om Borovac. 
I omgivningarna runt Borovac växer i huvudsak lövfällande lövskog. Runt Borovac är det ganska tätbefolkat, med 93 invånare per kvadratkilometer.